# Гарсия Карраско, Франсиско Антонио
Франсиско Антонио Гарсия Карраско Диас (исп. Francisco Antonio García Carrasco; 15 декабря 1742, Сеута — 10 августа 1813, Лима) — испанский военачальник, бригадный генерал, государственный деятель, Королевский губернатор Чили в 1808—1810 годах. Последний королевский губернатор Чили, правивший до начала Чилийской войны за независимость.

## Биография
Родился в семье лейтенанта артиллерии. С сентября 1757 года служил в испанской армии в качестве кадета пехотного полка. Продвигаясь по карьерной лестнице, в июле 1784 года стал подполковником пехотно-инженерных войск.
В 1785 году отправлен в испанскую колонию в Южной Америке — Вице-королевство Рио-де-ла-Плата, для контроля за строительством укреплений Монтевидео. В 1796 году был переведен в Сантьяго-де-Чили в качестве аудитора строительства фортификаций Ла Монеда, а затем укреплений порта Вальпараисо, где стал временным губернатором.
В феврале 1802 года получил звание полковника пехоты и главного инженера, с ноября 1806 года — бригадный генерал и командир главного армейского корпуса Вест-Индских воинских частей. Королевский губернатор Чили Луис Муньос де Гусман поручил ему осмотреть укрепления на юге Чили, поэтому он отправился в Консепсьон, где в феврале 1808 года его застало известие о смерти губернатора Муньоса де Гусмана.
Королевская власть не смогла сразу же назначить нового губернатора Чили. После непродолжительного временного регентства Хуана Родригеса Бальестероса и, в соответствии, с действовавшим в то время законом о престолонаследии на эту должность претендовал и принял её на себя самый высокопоставленный военный командир, которым оказался бригадный генерал Гарсиа Карраско. Гарсиа Карраско занял пост губернатора Чили 22 апреля 1808 года, а в августе в страну дошли известия о наполеоновском вторжении в Испанию и о согласии Верховной центральной хунты управлять империей в отсутствие законного короля. Тем временем Карлотта Хоакина, сестра Фердинанда и жена короля Португалии, которая жила в Бразилии, попыталась взять под контроль испанские владения в Латинской Америке. Поскольку её отец и брат находились под арестом во Франции, инфанта считала себя наследницей рода. Предполагалось, что её план состоял в том, чтобы отправить войска для оккупации Буэнос-Айреса и северной Аргентины и объявить себя королевой Ла-Платы.
Бригадный генерал Гарсиа Карраско оказался человеком грубых и авторитарных манер, сумевшим за очень короткое время оттолкнуть находящуюся под его командованием креольскую элиту. Чили, как и большинству стран Латинской Америки, к тому времени уже была свойственна определённая независимость от метрополии, но она была минимальной и сконцентрировалась в безуспешном «Заговоре Трёх Антонио» в 1781 году. Большинство чилийцев были пылкими роялистами, но они были разделены на две группы: выступавших за статус-кво и божественное право Фердинанда VII («абсолютисты»), и тех, кто хотел объявить Карлотту Хоакину королевой («карлотисты»). Третья группа была составлена из тех, кто предложил заменить испанские власти местной хунтой из уважаемых граждан, которая соответствовала бы временному правительству («хунтисты»).
Кроме того, в октябре 1808 года он был вовлечён в шумный коррупционный скандал с британским китобойным судном «Скорпион», которое пристало к берегам Чили, чтобы продать груз контрабандной ткани. Гарсия Карраско входил в заговор с целью присвоения контрабанды. Во время ограбления капитан «Скорпиона» и некоторые его матросы были убиты, вскрывшиеся подробности скандала навсегда опозорили имя Гарсия Карраско. Некоторое время он даже не мог управлять страной, и ему пришлось скрыться на своей фазенде в Консепсьене. С этого момента началось нарастание давления на правительство Гарсия Карраско.
На фоне роста движения за автономию, вдохновлённого майской революцией в Буэнос-Айресе Гарсиа Карраско был отстранён от должности и вынужден уйти в отставку 16 июля 1810 года. После свержения поселился в тихой сельской местности недалеко от Сантьяго. В апреля 1811 г. в Сантьяго вспыхнул мятеж, и хотя восстание вскоре прекратилось, Гарсиа Карраско был арестован и депортирован. Он покинул Вальпараисо 4 июля и 27 августа прибыл в Лиму в Перу, где умер два года спустя, в 1813 году.